# Thaumasia annulipes
Espèce
Thaumasia annulipes est une espèce d'araignées aranéomorphes de la famille des Pisauridae.

## Distribution
Cette espèce se rencontre au Brésil, au Suriname et au Pérou.

## Description
La femelle holotype mesure 5,5 mm.
Le mâle décrit par Silva et Carico en 2012 mesure 7,13 mm et la femelle 5,56 mm.

## Publication originale
- F. O. Pickard-Cambridge, 1903 : On some new species of spiders belonging to the families Pisauridae and Senoculidae; with characters of a new genus. Proceedings of the Zoological Society of London, vol. 1903, no 1, p. 151-168 (texte intégral).